# Todd Palin
Pour les articles homonymes, voir Palin.
Todd Mitchell Palin, né le 6 septembre 1964, est une personnalité américaine connue comme étant l'ex-mari de Sarah Palin, ancienne gouverneure de l'Alaska et candidate républicaine à la vice-présidence des États-Unis pour l'élection présidentielle de 2008 . 

## Biographie
Sa grand-mère maternelle est d'origine yupik. 
Pêcheur professionnel à Bristol Bay (Alaska) l'été, il travaille, le reste de l'année, pour BP sur le champ d'extraction du North Slope. Il est membre du syndicat des travailleurs de l'acier (United Steelworkers). Champion de motoneige, il a remporté quatre fois (1995, 2000, 2002, 2007) la course Tesoro Iron Dog reliant Wasilla à Fairbanks via Nome, longue de plus de 3 000 kilomètres.
En 2012, il participe à l'émission controversée de NBC Stars earn Stripes.
Chrétien évangélique pratiquant, Todd Palin a épousé Sarah en 1988, dont il a eu cinq enfants : Track (né en 1989), Bristol (né en 1990), Willow (né en 1994), Piper (né en 2001) et Trig (né en 2008). Séparés en 2019, ils divorcent en 2020.
Il réside à Wasilla en Alaska.